# Polanc
Polanc je priimek, ki ga je v Sloveniji po podatkih Statističnega urada Republike Slovenije na dan 1. januarja 2022 uproabljalo 322 oseb, od tega največ (107) v goriški statistični regiji. Po pogostosti v Sloveniji je priimek na 1.181 mestu, v goriški statistični regiji pa na 221. mestu.

## Znani nosilci priimka
- Denis Polanc
- Iztok Polanc, filmski urednik
- Jan Polanc, kolesar
- Janez Polanc
- Marko Polanc, kolesar
- Petra Polanc, slovenska badmintonistka
- Sonja Polanc, prevajalka, scenaristka, igralka in moderatorka
- Uroš Polanc, pozavnist